# افرای خزری
افرای خزری، سفید کرکو (نام علمی: Acer hyrcanum) نام یک گونه از سرده افرا است.